# Jump Cut
El jump cut és una tècnica d'edició que permet a l'editor fer un salt endavant en el temps. Normalment es fa dins del mateix marc o composició, i moltes vegades s'utilitza en muntatges. Es prenen dos talls seqüencials del mateix subjecte on la posició de la càmera és estàtica o només varia lleugerament. Aquest tipus d'edició dona l'efecte de fer un salt endavant en el temps.
Es tracta d'una manipulació de l'espai temporal amb la durada d'una sola seqüència, i la fractura de la durada per avançar el públic. Aquest tipus de tall comunica bruscament el pas del temps enfront del dissolte més fluid que s'utilitza en pel·lícules anteriors a Sense Alè de Jean-Luc Godard, quan els jump cuts es van utilitzar per primera vegada de manera extensiva. Per aquest motiu, els jump cuts es consideren una violació de l'edició de continuïtat clàssica, la qual pretén presentar el pas del temps en una pel·lícula com quelcom natural i versemblant. Per contra, els jump cuts fan evident l'edició i la naturalesa artificial de la pel·lícula.
L'edició de continuïtat utilitza una pauta anomenada «regla de 30 graus» per evitar jump cuts. La regla de 30 graus aconsella que pera què als plans consecutius apareguin continuats, la posició de la càmera ha de variar almenys 30 graus des de la posició anterior. En general, si la posició de la càmera canvia de menys de 30 graus, la diferència entre les dues preses no serà prou important, i l'espectador experimentarà l'edició com un salt en la posició del subjecte que està provocant, i crida l'atenció sobre ella mateixa. Tot i que es poden crear jump cuts mitjançant l'edició de dos tirs filmats de manera no contínua (retalls de salt espacial), també es poden crear eliminant una secció mitjana d'una presa filmada contínuament (retalls de salt temporal).
Els jump cuts poden donar una sensació de velocitat a la seqüència d'esdeveniments.

## Història
Un dels primers exemples que se'n poden veure en la història del cine és en El Cuirassat Potemkin d'Eisenstein, on el cuirassat dispara una ronda de morter i veiem la destrucció a mesura que se salta d'un angle a un altre. En aquesta versió molt primerenca del "jump cut", les audiències contemporànies van ser introduïdes a un nou mètoda per representar el pas del temps en el cinema. Evidentment, va guanyar fama i és avui un dels talls més utilitzats al costat del hard cut.
Un altre gran lloc per utilitzar jump cuts és durant una entrevista, especialment si filmem l'entrevista amb múltiples càmeres. Això permet a l'editor saltar d'un angle a l'altre sense que això sigui desconcertant per al públic.

## Exemples

### Exemple de «pas del temps»
Una noia li diu a un noi: "Espera aquí. Ara torno". La noia surt, i la càmera es fixa en el noi mentre espera. L'objectiu que vols transmetre a través d'aquesta història és que la noia triga molta estona a tornar, o potser directament no torna. Cal donar als espectadors la impressió de pas del temps, sense obligar-los a esperar-se a que torni la noia en temps real. Aquest és un moment ideal per utilitzar un jump cut.
Una manera de crear aquest tipus de jump cut és fixar la càmera sobre un trípode i no moure-la. A continuació, el personatge que protagonitza l'escena fa una varietat d'accions i plantejaments associats a l'espera (alguns exemples poden ser: moure's per l'habitació, fer saltets, fer estiraments, estirar-se sobre el terra... etc.) Es graven tots aquests moviments en un sol clip llarg, a l'hora d'editar es suprimeixen els trossos que no siguin necessaris i finalment queden aquelles preses que mostren uns segons de l'acció que ha desenvolupat el personatge.
En reproduir-lo sembla que el personatge es mogui al llarg de l'espai fent totes aquestes accions diferents, però l'enquadrament no es mou mai. Aquest truc dona a l'audiència la impressió que ha transcorregut molt de temps, però només dura uns segons.

### Exemple de «repetició del temps»
Una altra forma de fer un jump cut implica la repetició al llarg del temps. Aquesta parteix de la mateixa idea, amb l'únic canvi de menys necessitat de fixar la càmera.
```
Un noi entra a una botiga de roba i ha de trobar un conjunt. Es col·loca la càmera sobre la seva espatlla mentre aquest es mira en un mirall i s'emprova molts conjunts diferents. L'espectador veu com aquest personatge va canviant de roba amb talls seguits que mostren els diferents conjunts, donant la impressió que es passa molta estona prenent la decisió. En aquest cas la càmera no està fixada en un trípode i, per tant, dona l'efecte de repetició del temps.
```

Es grava un clip llarg i es talla l'espai mort. És la mateixa idea que l'altre jump cut, excepte que la càmera no està bloquejada. Es pot utilitzar aquesta mateixa tècnica en una situació de diàleg quan un caràcter fa un diàleg repetitiu. Potser són una sèrie de bromes o cares divertides. La qüestió és que un personatge repeteix una acció de diverses maneres, i es tria mostrar-les tots, un darrere l'altre.

### Exemples dejump cut
Un exemple conegut es troba al final de la seqüència "Dawn of Man" a la pel·lícula 2001: A Space Odyssey. Un homínid primitiu descobreix l'ús d'un os com a arma i el llença a l'aire. Quan l'os arriba al punt més alt, el tir es redueix a una estació espacial similar en forma d'òrbita sobre la terra. Aquesta edició ha estat descrita com un salt tallat per aquells que no estan familiaritzats amb la terminologia d'edició de pel·lícules (fins i tot a la casella de llançament del DVD de la pel·lícula), però es coneix com una partida gràfica o un tall de partit.
Els retalls de salt també es distingeixen d'una coincidència impossible en acció (a.k.a acció contínua impossible), on l'acció del subjecte sembla contínua i fluida, però el fons de manera sobtada canvia de manera impossible. Moltes de les retallades, de vegades salts de salts mal etiquetats, en la seqüència "Patricia en el cotxe" de Godard's Breathless són en realitat exemples de coincidència impossible en acció. Altres exemples infames inclouen Resnais 'The Last Year in Marienbad, i el "matalàs d'aire a la senyora Robinson" tallat a The Graduate.
En el format estilístic, un jump cut pot voler representar dues coses: el pas del temps o la repetició del temps.